# 創世電視
創世電視（英語：Creation TV）是由香港基督新教影音機構「影音使團」在2003年所創立之電視頻道，是香港首個24小時基督教電視台，運作費用完全依靠來自基督徒及各個教會的定期奉獻和賣旗籌款維持。

## 頻道位置
創世電視最初只在香港有線電視 15頻道播放，後來擴展到Now TV 545頻道及香港寬頻bbTV 719頻道播放。除了收費電視外，目前創世電視還可以透過創世電視網頁、創世電視流動應用程式及YouTube直播串流免費收看。2017年1月1日起香港寬頻bbTV 719頻道因結束營運而停止播放，同年12月31日起於myTV SUPER 602頻道播出，並增設創世電視點播區。創世電視會有兩條頻道播出：myTV SUPER會以高清頻道播放，香港有線電視 15頻道及now TV 545頻道會以標清頻道播放，而且兩條頻道節目播出時間是不同的。
由於財政問題需要資源整合，Now TV 545頻道於2020年4月2日起停止播放，香港有線電視 15頻道亦於2020年5月1日起停止播放。而myTV SUPER 602頻道則會繼續播放。
創世電視自製節目亦會在無綫電視翡翠台播放。

## 管理層
創世電視之總負責人，是影音使團的總幹事袁文輝。曾任亞洲電視執行董事及高級副總裁的葉家寶，2017年3月加入創世電視任總監。

## 台徽意義
創世電視之台徽，概念來自《聖經》中耶穌受洗後聖靈像鴿子降臨的記載。鴿子的翅膀，代表上帝的看顧、保守，更代表上帝喜悅的好訊息，象徵著傳福音使者的力量。台徽影像的顏色是以電視三原色組合而來。三原色重疊是白色，正象徵三位一體的上帝，又帶出豐富和精彩的意思。

## 另見
- 恩雨之聲
- 影音使團

## 外部連結
- 香港創世電視網頁 （页面存档备份，存于）
- 美國創世電視網頁 （页面存档备份，存于）
- YouTube上的創世電視頻道
- 創世電視的Facebook專頁
- 創世電視Android流動應用程式 （页面存档备份，存于）
- 創世電視iOS流動應用程式 （页面存档备份，存于）